# Xã Brewer, Quận Arkansas, Arkansas
Xã Brewer (tiếng Anh: Brewer Township) là một xã thuộc quận Arkansas, tiểu bang Arkansas, Hoa Kỳ. Năm 2010, dân số của xã này là 50 người.